# Estação Guapituba
A Estação Guapituba é uma estação ferroviária, pertencente à Linha 10–Turquesa da CPTM, localizada no município de Mauá, no bairro de Jardim Guapituba.

## Histórico
No ano de 1907 a SPR abriu no local o posto telegráfico Quilômetro 50. O movimento de passageiros cresceu lentamente, de forma que o Posto Quilômetro 50 permaneceu como ponto de embarque esporádico até a década de 1970, não aparecendo em mapas de 1954 e 1970.
A região no entorno da futura estação cresceu bastante nas décadas de 1960 e 1970, especialmente com a vinda de muitos migrantes para o Parque das Américas, Jardim Santa Rosa, Parque Aliança e Vila Gomes. Houve inclusive, por parte da Paróquia São Felipe Apóstolo na pessoa de seu primeiro vigário, o padre francês João José Rogério Maria Mahon, FC (1925-2018), grande movimento em prol da construção da Estação do Parque das Américas. Após a mobilização popular e das autoridades municipais, a Rede Ferroviária Federal iniciou as obras da nova estação em 23 de agosto de 1982. Batizada de Guapituba (por ser localizada no bairro homônimo de Mauá), foi inaugurada em 4 de junho de 1983.
Em 1994 passou a ser administrada pela CPTM, como parte da Linha D–Bege (Luz–Paranapiacaba) da CPTM.

## Características
| Sigla | Estação   | Inauguração        | Integração               | Plataformas | Posição    | Notas                         |
| ----- | --------- | ------------------ | ------------------------ | ----------- | ---------- | ----------------------------- |
| GPT   | Guapituba | 4 de Junho de 1983 | Bilhete Único da SPTrans | Laterais    | Superfície | Estação construída pela RFFSA |

## Diagrama da estação
| 1 |

|  | ↑ a ↑ |

|  | ↓ b ↓ |

| 2 |

| 1 |

|  | ↑ a ↑ |

|  | ↓ b ↓ |

| 2 |

| 1 |

|  | ↑ a ↑ |

|  | ↓ b ↓ |

| 2 |

| 1 |

|  | ↑ a ↑ |

|  | ↓ b ↓ |

| 2 |